# Hells Gate (Antarktika)
Das Hells Gate (englisch für Höllentor) ist eine Meerenge vor der Scott-Küste des ostantarktischen Viktorialands. Sie liegt nahe dem östlichen Rand der Nansen-Eistafel sowie nördlich der Evans Cove zwischen Inexpressible Island und den Northern Foothills.
Die von Victor Campbell geführte Nordgruppe der Terra-Nova-Expedition (1910–1913) unter der Leitung des britischen Polarforschers Robert Falcon Scott nahm die allegorische Benennung vor.